# Robert Moray
Sir Robert Moray, PRS, škotski častnik, prostozidar, naravoslovec in polihistor, * 10. marec 1609, † 4. julij 1673.
Moray je bil dobro znan angleškima kraljema Karlu I. in Karlu II. ter francoskima kardinaloma Richelieuju in Mazarinu. 28. novembra 1660 se je udeležil prvega sestanka londonske Kraljeve družbe in je bil pomemben pri pridobitvi njene kraljeve ustanovne listine ter oblikovanju njenih statutov in predpisov. Med letoma 1660 in 1662 je bil tudi njen prvi predsednik.
Študiral je na Univerzi svetega Andreja, študij pa je nadaljeval v Franciji. Leta 1633 se je pridružil škotski gardi, pehotnemu polku, ki se je kot plačana vojska bojeval v vojski Ludvika XIII. (kasneje polk Kraljevih Škotov; sedaj 1. bataljon, Kraljevi škotski polk).